# Heidi (série télévisée d'animation, 2015)
Pour les articles homonymes, voir Heidi.
Heidi est une série télévisée d'animation franco-australo-belge, basée sur l'oeuvre de Johanna Spyri, Heidi. Une série de 65 épisodes de 21 minutes diffusée à partir du 11 janvier 2015 sur TF1, dans la case jeunesse Tfou.
En France, la saison 2 de la série a été diffusée à partir du 20 octobre 2019 sur Tfou.

## Synopsis
La jeune Heidi, petite orpheline aux boucles brunes et à l'irrésistible frimousse, rejoint les montagnes suisses pour vivre avec son grand-père, un vieil homme taciturne et solitaire. Face aux défis de cette nouvelle vie et d'un environnement parfois hostile, elle saura déployer de précieuses ressources pour trouver sa place.

## Distribution

### Voix françaises
- Emmylou Homs : Heidi
- Nathalie Homs : Peter et la narratrice
- Julie Turin : Dete et Mme Keller
- Benoît Allemane : Grand-Père
- Céline Ronté : William
- Gabriel Bismuth-Bienaimé : Karl Traber
- Évelyne Grandjean : la grand-mère de Peter
- Gilbert Lévy
- Lucille Boudonnat : Clara
- Vanina Pradier : Mlle Rottenmeier
- Gilduin Tissier : Sébastien
- Leslie Lipkins : Theresa Keller
- Thierry Kazazian : le père de Clara et l'instituteur
- Thierry Gondet : M. Keller
Version originale
  - Société de doublage : Studio Maia
  - Direction artistique : Nathalie Homs

## Production

### Fiche technique
- Titre français : Heidi
- Création : D'après l'oeuvre de Johanna Spyri, Heidi
- Réalisation : Jérôme Mouscadet
- Scénario : Jan Van Rijsselberge, Christel Gonnard
- Musique : Brad Beeck, Justin Bates
- Production : Jacques Romeu, Jérôme de Baecque (exécutifs), Katell France, Jim Ballantine (délégués)
- Sociétés de production : Studio 100 Animation, Heidi Productions PTY. Ltd.
- Pays d'origine :  France /  Australie / Belgique
- Langue originale : Français
- Format : couleur - HDTV - 16/9 - Dolby Digital 5.1
- Genre : Aventure
- Nombre de saisons : 2
- Nombre d'épisodes : 65 : 39 (saison 1) + 26 (saison 2)
- Durée : 21 minutes
- Dates de première diffusion :
  - France : 11 janvier 2015

## Épisodes

### Saison 1 (2015)
1. Grand-père
2. Dans les alpages
3. Le défi
4. Sauver Pilou
5. Le pacte
6. Une nuit dehors
7. Le vol du pain
8. Le manoir
9. Au loup !
10. Le trésor de Peter
11. L'attaque de la cabane
12. Mignonne
13. La fin du printemps
14. Clara
15. Le clocher
16. La promesse
17. Monsieur Sesemann
18. Les leçons
19. Le spectacle
20. Sortie au parc
21. Clara debout
22. Les biquettes
23. La démission
24. Dans l'arbre
25. Le fantôme
26. La lettre
27. Retour à Dörfli
28. Une naissance
29. La fugue
30. La broche
31. L'examen
32. La chasse au trésor
33. L'arrivée de Clara
34. L'orage
35. Le pont du diable
36. Friedrich
37. Le fauteuil
38. Le pardon
39. L'edelweiss

### Saison 2 (2019/2020)
1. Ma meilleure amie
2. Adieu Blanchette
3. Rico
4. La randonnée
5. Le concours
6. Le secret de Brigitte
7. Le violon
8. Francesco
9. La montre
10. La résolution
11. Le choix
12. L'opération
13. La dame en rouge
14. Histoires d'amour
15. L'annonce du mariage
16. Retrouvailles
17. L'heure de vérité
18. Au pied du sapin
19. Le chalet
20. La montagne en danger
21. L'accident
22. Le wolpertinger
23. Anna
24. Les ruches
25. Un coup dur
26. Un choix difficile

## Différences avec l'anime de 1974
Bien que l'histoire de la série reste la même que celle de la version 1974, cette version connaît de nombreuses différences en termes de scénarios :
- Les noms et prénoms originaux sont conservés (Peter, Clara, Sesemann) par rapport à la version 1974 (lié au fait du doublage québécois).
- Un trio d'enfants méchant avec Peter est mis en place dans cette version. Dans la version 1974, seuls quelques enfants qui semblaient être plus moqueurs que méchants sont présents, notamment lors de la course en luge.
- Heidi ne passe qu'un an à la montagne, alors que dans l'anime, elle en passe deux.
- Le nom des chèvres semble aussi avoir changé. Avec par exemple celui de Blanchette, qui passe du petit chevreau à la chèvre du grand-père.
- Le départ d'Heidi à Francfort est moins émouvant. Dans l'anime de 1974, Grand-père reste seul et Pierre court jusqu'au sommet pour pleurer. Dans cette version, ils courent à la gare lui dire au revoir.
- À Francfort, Heidi ne rencontre pas directement Clara « pour éviter une mauvaise surprise » selon Mlle Rottenmeier.
- Tinette est absente de cette version, c'est Tante Dete qui se charge du ménage de la demeure à Francfort.
- La relation entre Mlle Rottenmeier et Heidi (Adélaïde) semble être meilleure dans cette version que dans celle de l'anime. En effet, elle ne hausse pas la voix comme dans la version 1974, et prend même sa défense quand elle découvre qu'Heidi subit une éducation cruelle par son précepteur, et la complimente en apprenant qu'Heidi arrive à lire.
- À Francfort, Heidi ramène clandestinement des chats dans la maison, alors que dans l'anime 1974 elle n'en n'avait qu'un, Miaou. Dans cette version il y en a deux, Chaussette et Étoile.
- Clara s'entraîne à marcher pendant qu'Heidi est à Francfort, alors que l'entraînement ne commence que lors de son séjour dans les Alpes durant la version 1974.
- Le chagrin d'Heidi diffère entre les deux versions. Dans l'anime de 1974, c'est lié au départ de grand-maman et du fait que Mlle Rougemont lui  interdit de parler des Alpes, alors que dans la version 2015, c'est lié au fait que Clara ne puisse jamais marcher selon les docteurs. Puis, après rétablissement, que Dete n'ait pas envoyé ses lettres à son grand-père, pour que ce dernier ne l'oublie pas.
- Dans l'anime de 1974, les retrouvailles entre Heidi et son grand-père sont directes, tandis qu'ici il est en partance pour l'Italie, et nécessite l'utilisation du télégraphe pour qu'il revienne au chalet.
- L'hiver suivant, Heidi va à l'école. Dans l'anime de 1974, ils logent dans une ancienne maison, tandis que dans la version 2015, ils sont dans un manoir (ils ont pour point commun d'être au village).
- Dans l'anime 1974, Pierre semble bien s'entendre avec Claire, alors que dans cette version, il semble plus jaloux par leur amitié, si bien qu'il décide de ne plus être ami avec Heidi.
- Lors des vacances de Clara dans les montagnes, Mlle Rottenmeier semble s'acclimater à la vie montagnarde et devient douce envers Heidi à la fin, elle semble même s'entendre avec Grand-Maman. Dans l'anime de 1974, elle a du mal à s'y faire et quand Grand-Maman arrive dans les Alpes, Mlle Rottenmeier est « chassée » par elle pour qu'elle retourne à Francfort.
- Le passé du grand-père (Ernst Meier) semble être mis plus en avant, notamment avec la mort de son fils.